# Numérateur
Cet article court présente un sujet plus développé dans : fraction (mathématiques).
Dans une fraction, le numérateur est le nombre au-dessus de la barre de fraction. Le nombre en dessous s'appelle le dénominateur.
Par exemple, dans la fraction {\displaystyle {\frac {56}{8}}}, le numérateur est 56 et le dénominateur est 8.
Si le numérateur est identique au dénominateur, la fraction est égale à 1 : {\displaystyle {\frac {8}{8}}={1}}.

## Origine du terme
« Numérateur » vient du mot latin numerator, qui signifie « celui qui compte ». Pour une fraction, cela peut se traduire par : « combien de morceaux on va prendre lors d'un partage ».[réf. souhaitée]